# Paolo Nicolai
Paolo Nicolai (né le 6 août 1988 à Ortona) est un joueur de beach-volley italien. Il a notamment été médaillé d'or en 2014, en 2016 et en 2017 aux Championnats d'Europe de beach-volley.

## Carrière
En compagnie de Daniele Lupo, il devient champion d'Europe à Cagliari (Italie) en 2014. Jouant à domicile et supporté par une foule toute acquise à sa cause, le duo italien bat en finale le duo letton Samoilovs-Šmēdiņš en 3 sets disputés contre la tête de série no 1.
Le duo renouvelle cette performance en 2016 à Bienne (Suisse).
Lors des Jeux olympiques de 2016 à Rio, avec Lupo, après une phase de poule difficile (3e), il élimine l'autre équipe italienne, composée d'Adrian Carambula et d'Alex Ranghieri, puis l'équipe russe en demi-finale, pour accéder à la finale pour l'or contre le Brésil.

## Palmarès

### Jeux olympiques d'été
- Qualifié pour les Jeux olympiques de 2012 à Londres

### Championnats du Monde
- atteint les 8e de finales aux Championnats du monde FIVB 2011 à Rome (Italie) avec Matteo Martino

### Championnats d'Europe
- Médaille d'or en 2014 à Cagliari (Italie) avec Daniele Lupo
- Médaille d'or en 2016 à Bienne (Suisse) avec Daniele Lupo
- Médaille d'or en 2017 à Jurmala (Lettonie) avec Daniele Lupo
- Médaille de bronze en 2020 à Jurmala (Lettonie) avec Daniele Lupo